# 科薩特病毒門
科薩特病毒門（学名：Cossaviricota），是指單鏈去氧核糖核酸病毒域称德病毒界中的一个门，屬於該門的物種都是去氧核糖核酸病毒。真核生物會被這些病毒感染。

## 下级分类
本门包括以下纲：
- 松弛病毒纲 Mouviricetes
- 乳多空病毒纲 Papovaviricetes
- 第五病毒纲 Quintoviricetes